# Linkwitz–Riley-filter

Ett Bodediagram över andra och fjärde ordningens Linkwitz–Riley-filter.

Linkwitz–Riley-filter eller L–R-filter är signalfilter med oändligt impulssvar (IIR). Dessa är särskilt lämpade som delningsfilter för till exempel högtalare och equalizrar.
L–R-filtret beskrevs först av Siegfried Linkwitz och Russ Riley i artikeln Passive Crossover Networks for Noncoincident Drivers i Journal of the Audio Engineering Society (volym 26, nr 3, mars 1978).

## Beskrivning
L–R-filtret är uppbyggt av två seriekopplade Butterworthfilter. De har vardera en förstärkning på −3 dB vid cutoff-frekvensen, medan produkten av dem har en förstärkning på −6 dB. Detta innebär att summan av signalen från ett lågpassfilter och ett högpassfilter med samma cutoff-frekvens är en signal med en förstärkning på 0 dB, det vill säga platt frekvensåtergivning, och mjuk fasåtergivning.
Mer generellt ger produkten av två Butterworthfilter av n:te ordningen ett L–R-filter av 2n:te ordningen. I praktiken är dock filter av högre ordning än fjärde ovanliga, framför allt eftersom fasförkjutningen snabbt blir stor.
Andra ordningens Linkwitz–Riley-filter har en lutning på 12 dB/oktav (40 dB/dekad). Fasskillnaden mellan ett lågpass- och ett högpassfilter är 180°, vilket i ett delningsfilter korrigeras för genom att invertera den ena signalen.